# FM情報誌
FM情報誌（FMじょうほうし）とは、日本でかつて発行されていたFM放送に関する情報誌の総称。
放送番組の事前確認やエアチェックに便利なように、番組表に加え、番組ごとに演奏曲目のプレイリストを付加して掲載したことを特徴とした。番組情報のほか、音楽媒体の新譜案内記事、歌手その他の音楽家に関する記事、オーディオ機器に関する記事などで構成された。
この項目では便宜上、AM放送の番組表を含めてラジオ番組情報を総合的に扱うラジオ情報誌（ラジオじょうほうし）についても後述する。

## 概要

### 沿革
日本でFM放送が開始された頃は、電電公社の中継回線がステレオに対応しておらず、音質を活かすための音楽番組などは全国ネット放送ができず、この種のネット番組は事前収録またはキー局放送分の同録によるテープネットに限られた（ラインネット#沿革参照）。つまり番組の演奏曲目は、あらかじめ数週間前から決められる習慣となっており、これを逆手にとって音楽雑誌などに曲目を掲載するようになったのがエアチェック向けプレイリスト情報の起源だといわれている。
レンタルCDの登場やCDの普及によりエアチェックの習慣が衰退したのに加え、FM放送用中継回線の整備を受け、民間放送FM局の多くが生放送のリクエスト番組主体の編成に移行し、出版業界側でも、AM放送も含めて扱うラジオ情報誌の需要増が生じ、FM専門の情報誌は1990年代から2000年代にかけてほとんどが休刊となった。その反面、2001年に『FM CLUB』（エフエム企画発行）が新創刊するなど、FM情報誌文化の維持を図る試みがみられた。その『FM CLUB』は創刊15周年を控えた2016年11月をもって休刊となり、これによりFM情報誌は消滅した。

### 内容
地域によって放送局・番組が異なるために、テレビ情報誌同様、各地域版に分けて発行されていたこともあった。
FM情報誌が出版されていた時代の音楽媒体はアナログレコードとコンパクトカセットが中心であり、いかに音を記録・再現するかといった技術的情報について、オーディオ専門誌並みに多くの紙面が割かれていた。読者の聴取環境写真を公募し、それを紹介しつつ環境改善のアドバイスをするといった企画も存在した。

## 情報誌一覧

### FM情報誌
FM Fan - 共同通信社
1966年創刊 - 2001年12月10日号にて休刊。
クラシック音楽系の記事やオーディオ関連の記事（長岡鉄男のダイナミックテストなど）を多く掲載する編集方針を特徴とした。廃刊後、後述の『FM CLUB』が事実上の後継雑誌となった。
週刊FM - 音楽之友社
1971年創刊 - 1991年3月休刊。
FMレコパル - 小学館
1974年創刊 - 1995年休刊。
FM3丁目 - 株式会社オーディオ出版
1980年6月創刊 - 1980年10月休刊。
FM STATION - ダイヤモンド社
1981年7月創刊 - 1998年3月休刊。
FM情報誌全盛期の中で最後発ながら、主要4誌（FM Fan・週刊FM・FMレコパル・同誌）の中でもっとも多くの売上げを誇っていた（最盛期には40万部を超えていたと言われる）。鈴木英人のイラストを表紙に使用し、若者を中心に人気を得ていた。
FM CLUB - エフエム企画
2001年12月24日号創刊 - 2016年11月休刊。
上記FM Fanの休刊が発表された際に「番組表だけでも残して欲しい」と声が寄せられ、「定期購読のみ」と「5000人以上の賛同者」の条件をクリアし、FM fanの番組表制作元が発行していた。年間もしくは半年の定期購読契約が必要であった。FM fan同様隔週刊で、各番組のプレイリスト付きだったが、掲載対象はNHK-FMの番組表のみで、32ページと薄かった。
2016年11月9日、約2,000名の定期購読者に弁護士事務所から同誌廃刊および任意整理の書類が送達された。2017年4月21日、エフエム企画は東京地方裁判所から破産手続開始決定を受けた。同社の債権者の大半は、FM CLUBの定期購読者であった。

### ラジオ情報誌
AM放送・FM放送を総合的に扱う。放送事業者自身による発行例も含む。
NHKウイークリーステラ - NHKサービスセンター
1950年5月「グラフNHK」として創刊。1990年6月より現タイトル。
日本放送協会（NHK）の子会社が発行していた。NHKのテレビ放送を含む全波（海外向け国際放送を除く）の番組情報中心で、民放テレビの番組に関する情報も扱っていたが、2022年3月30日をもって休刊。
ランラジオ - 自由国民社
1970年6月「深夜放送ファン」として創刊。1974年4月より改題。
1974年4月創刊 - 1981年10月休刊。
ラジオマガジン - モーターマガジン社
1980年9月創刊 - 1985年4月休刊。
ラジオ番組表 - 三才ブックス
1981年4月「ラジオ新番組速報版」として創刊。2001年春より現タイトル。
全国版として春・秋の年2回発行。
ラジオパラダイス - 三才ブックス
1985年9月創刊 - 1990年7月休刊。元々は同社の『ラジオライフ』から分離独立したもの。休刊後、何度かムックの形で復刊している。